# Cattedrale di Sant'Anastasia (Zara)
La cattedrale di Sant'Anastasia (in croato: Katedrala Sveta Stošije) è il principale luogo di culto cattolico della città di Zara, in Croazia e sede dell'arcidiocesi di Zara.
La cattedrale, fondata nel secolo IX, è un pregevole esempio del romanico italiano, di stile pisano-pugliese e in luminosa pietra d'Istria; è la chiesa più monumentale di Zara ed è considerata una delle più belle della Dalmazia.

## Storia
La prima chiesa risale al IV-V secolo ed era dedicata a san Pietro. Si trattava di una basilica paleocristiana a tre navate, divise da sei coppie di colonne collegate con archi a tutto sesto. Nell'811, durante l'episcopato del vescovo Donato, la chiesa ricevette dall'imperatore Niceforo I le ceneri di Sant'Anastasia di Sirmio e venne quindi ridedicata alla santa.
La chiesa fu completamente rifatta nei secoli XI e XII e consacrata da papa Alessandro III nel 1177. Nel 1202, quando i Veneziani assediarono Zara, la basilica fu saccheggiata e rasa al suolo, cosicché venne ricostruita su modello della Chiesa di Santa Maria della Piazza di Ancona, nel corso del XIII secolo e portata a termine nel 1324. La facciata è stata eretta nel XIII secolo e ricorda la chiesa di San Crisogono, sempre a Zara, nella quale è forte l'influenza toscana.
Il 9 giugno 2003 la cattedrale è stata visitata da papa Giovanni Paolo II durante uno dei suoi ultimi viaggi apostolici.

## Descrizione

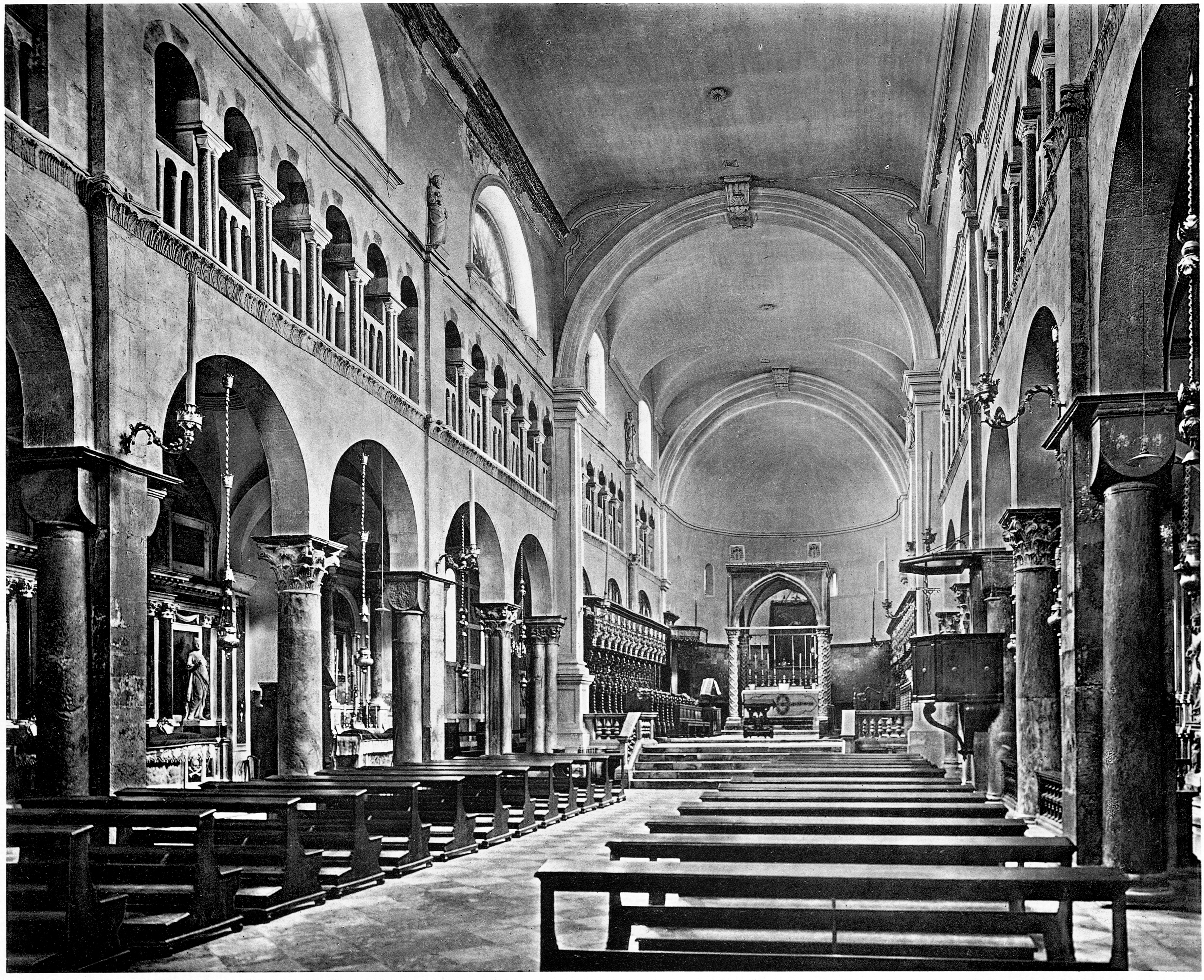
L'interno in una fotografia del 1909.

La chiesa, che poggia su una preesistente costruzione bizantina, presenta una monumentale quanto elegante facciata, compiuta nel 1324 e divisa in due ordini: quello inferiore, più massiccia, presenta tre portali, di cui quello centrale è coronato da un bassorilievo della Madonna col Bambino in trono fra i Santi Grisogono ed Anastasia, mentre quello superiore, che culmina in un frontone triangolare, è abbellito da quattro ordini di arcatelle cieche in cui sono incastonati un grande rosone romanico ed un più piccolo oculo gotico.
Di grande effetto è il campanile, incominciato nel 1452 e terminato nel 1892-93 su disegni dell'architetto inglese Thomas Jackson, che con la sua bianca mole svetta sui rossi tetti della città. Di caratteristica foggia veneta sono la progressione di doppie monofore e doppie bifore dal basso all'alto, che conferiscono leggerezza alla costruzione.
L'interno della chiesa è abbellito da colonne con capitelli corinzi di reimpiego ed al livello superiore presenta dei matronei degni di nota. Un battistero esagonale di epoca paleocristiana è andato distrutto durante i bombardamenti della seconda guerra mondiale. Ai lati del presbiterio si trova un coro ligneo del Quattrocento, costituito da 35 stalli gotici intagliati opera del maestro veneziano Matteo Moranzone (1418). Il capolavoro artistico della chiesa è il Polittico di Zara; opera giovanile di Vittore Carpaccio (1481-1490 circa).